# Fermín Videgain Anoz
Fermín Videgain Anoz (Navarra) (24-12-1856-(Barcelona) 20-12-1920) fue un inspector médico del Ejército Español que trató de ayudar a las víctimas de la contienda en la Revolución Filipina entre 1896 y 1898. Alcanzó en su larga carrera el grado de teniente general.

### Biografía
Nació en Pamplona y gracias a la situación burguesa de su padre, médico rural. El padre de Fermín era de origen vasco, en tanto que su madre era navarra pura. Pronto compartió su tiempo de juegos con los hijos de otros médicos. A los diez años su padre fue trasladado, a Barcelona donde se mudó toda la familia. Allí el joven Fermín comenzó a estudiar el bachillerato. Luego le desplazaron por Cataluña, siguiendo los traslados del padre de familia. Fue la profesión y actividad profesional de su padre lo que le llevó a decidirse por la Medicina, por lo que se desplazó a Barcelona a estudiar, realizando el curso de ingreso en la Escuela Técnica Superior de medicina.

## Carrera militar
Ingreso de médico segundo por oposición el 28-3-1877 tras hacer las pruebas, ascendió de médico primero en ultramar en enero de 1885,como médico mayor en 1892 es destinado a Filipinas y por Real Orden regreso por cumplir el tiempo para la península como médico 1.º. Tras la paz de Biak-na-Bato, aparentemente sofocada la revolución filipina, fue destinado a Mindanao, prestando servicio en el regimiento de infantería de San Fernando donde fue jefe de la enfermería militar de Siassi, así como el hospital de Zamboanga fue jefe eventual en el campamento de Parang, Mindanao, Hospalli, además del regimiento Iberia en Manila. En marzo de 1901 aparece como médico mayor y secretario de la 4.ª región militar.

## El Sitio de Baler
Tras estallar el conflicto con los autóctonos de la isla y perderse una a una todas las poblaciones, se encuentra en su destino en la isla cuando los españoles, se refugian en la iglesia del pueblo por ser el edificio más sólido y defendible en caso de prolongarse la situación, que, finalmente, duró 337 días, tomando el mando del destacamento Martín Cerezo hasta el final del sitio, en junio de 1899. Permaneciendo allí hasta la evacuación del territorio a finales del citado mes. Atendiendo más tarde a los héroes en el hospital militar de Barcelona en el que trabajará muchos años.

## Regreso a España
El 28 de julio de 1898, embarca junto con el resto de los supervivientes en el puerto de Manila y llega a Barcelona.
Una vez en España, retoma su vida médica en el hospital de Barcelona, el regimiento Almansa y la jefatura de sanidad. En 1910 tiene que socorrer al general Valeriano Weyler por un accidente. Tras su paso a la reserva fue vicepresidente de una empresa médica y Defensor del Enfermo. Terminó su carrera como profesor en el Hospital militar.

## Condecoraciones y premios
Su servicio más destacado fue durante la contienda de sucesión de gobierno en las Filipinas. Fue condecorado en muchas ocasiones, destacando una Medalla Militar Colectiva, la Roja Cruz al Mérito Militar, Cruz de la Orden de San Hermenegildo y la gran cruz de la Orden de Isabel la Católica.
Su fajín rojo de militar fue entregado en honor a María Santísima del mar (Barcelona) por la gran devoción que le tenía este militar.

## Matrimonio y descendencia
Contrajo matrimonio con Eulalia Nieto. El matrimonio tuvo varios hijos, uno de los cuales, fusionó el apellido formándose Nieto-Videgain.

## Ver Enlaces externos
- Los últimos de Filipinas. El regreso a Baler, blog de Jesús Valbuena, biznieto del cabo Jesús García Quijano.
- El sitio de Baler. Documentos históricos recopilados por el general Saturnino Martín Cerezo.